# Li-Fi

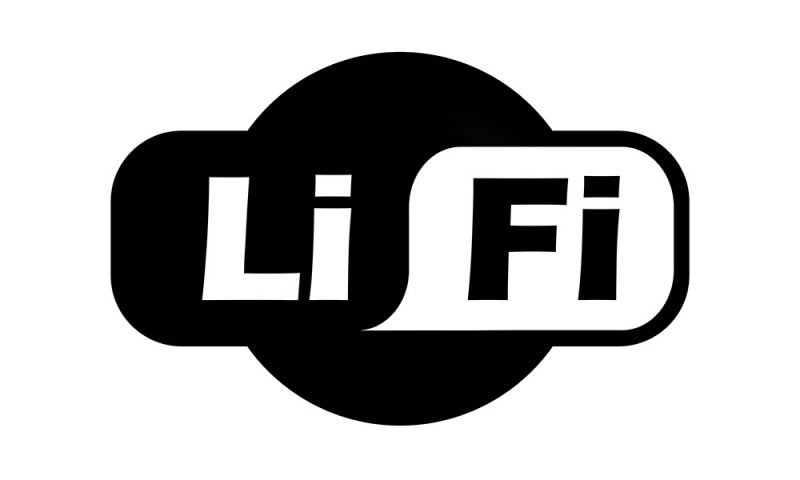
Logo Li-Fi

Li-Fi (Light Fidelity) – w pełni bezprzewodowa technologia przesyłu danych wynaleziona przez profesora Haralda Haasa. Li-Fi jest podzbiorem optycznej komunikacji bezprzewodowej OWC i może być uzupełnieniem komunikacji radiowej (Wi-Fi, sieci komórkowej) lub wymiany w kontekstach transmisji danych. Li-Fi osiąga prędkość do 224 gigabitów na sekundę.
Ta technologia polega na zastosowaniu do komunikacji światła widzialnego, czyli fal elektromagnetycznych 100 tysięcy razy krótszych od używanych obecnie w Wi-Fi fal radiowych.

## Szczegóły technologiczne
Li-Fi ma tę zaletę, że jest użyteczne w elektromagnetycznie wrażliwych obszarach, takich jak kabiny samolotu, szpitale i elektrownie jądrowe, nie powodując zakłóceń elektromagnetycznych. Zarówno Wi-Fi i Li-Fi transmitują dane, wykorzystując promieniowanie elektromagnetyczne, ale Wi-Fi wykorzystuje fale radiowe, Li-Fi – światło widzialne.
IEEE wydało oficjalnie specyfikację 802.11bb dla bezprzewodowego systemu transmisji Li-Fi.

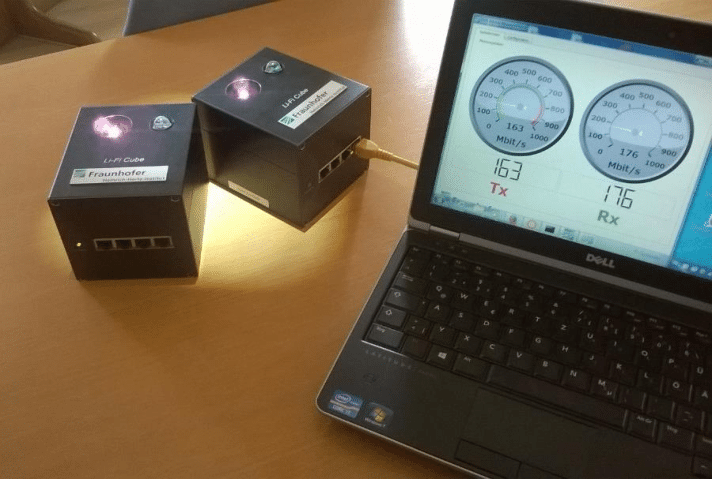
Urządzenia komunikujące się ze sobą za pomocą światła

## Historia
Komunikacja światła widzialnego (VLC) jest rozumiana jako wykorzystanie części widma elektromagnetycznego – światła widzialnego – do przesyłania informacji. Projekt D-Light w Instytucie Edynburga dotyczący komunikacji cyfrowej powstawał od stycznia 2010 do stycznia 2012 roku. Profesor Haas zaczął promować tę technologię w 2011 w TED Global Talk i uczestniczył w powstaniu tej firmy.
Technologia VLC w 2012 roku została zaprezentowana z zastosowaniem technologii Li-Fi. W sierpniu 2013 roku szybkość transmisji danych osiągała ponad 1,6 Gb/s. We wrześniu 2013 roku w komunikacie prasowym Haas poinformował, że Li-Fi lub inne systemy nie są konieczne do działania VLC. W październiku 2013 roku stwierdzono, że chińscy producenci pracowali nad zestawami rozwojowymi Li-Fi.